# Kaga-Bandoro

Kaga-Bandoro é uma cidade no norte da República Centro-Africana. Está situada a 245 km ao norte da capital Bangui e é a capital da prefeitura econômica de Nana-Grébizi. É sede de Diocese de Kaga–Bandoro. Kaga-Bandoro atua como a capital da irreconhecida República do Logone. Sua população calculada em 2012 era de 27.797 habitantes, possuindo uma área total de 67 km² e uma altitude média de 410 metros.